# Цианид натрия
Циани́д на́трия (циа́нистый на́трий, химическая формула — NaCN) — неорганическая натриевая средняя соль синильной кислоты.
При стандартных условиях, цианид натрия — это ядовитые бесцветные кристаллы, легко растворяющиеся в воде.

## Физические свойства
Бесцветные гигроскопичные кристаллы, хорошо растворимые в воде (32,5 % при +10 °C, 38,9 % при +25 °C). Кристаллизуется в виде дигидрата NaCN•2H2O, выше +34,7 °C — в безводной форме.

## Химические свойства
В водных растворах гидролизуется с получением синильной кислоты и гидроксида натрия:
{\displaystyle {\ce {NaCN + H2O <=> HCN + NaOH}}}
При стоянии на воздухе выделяет синильную кислоту ввиду взаимодействия с углекислым газом и гидролиза:
{\displaystyle {\ce {2NaCN + H2O + CO2 -> Na2CO3 + 2HCN ^}}}
При больших температурах раствора или кипении полностью гидролизуется до формиата натрия и аммиака:
{\displaystyle {\ce {NaCN + 2H2O ->[t] HCOONa + NH3 ^}}}
Как и цианид калия (KCN), цианид натрия легко образует комплексные соединения:
{\displaystyle {\ce {4Au + 8NaCN + 2H2O + O2 -> 4Na[Au(CN)2] + 4NaOH}}}
{\displaystyle {\ce {FeSO4 + 6NaCN -> Na4[Fe(CN)6] + Na2SO4}}}
Проявляет свойства восстановителя, окисляясь до цианата или иных соединений азота и углерода:
{\displaystyle {\ce {NaCN + H2O2 -> NaOCN + H2O}}} (в конц. растворе H2O2)
{\displaystyle {\ce {2NaCN + 5NaClO + H2O -> 2NaHCO3 + 5NaCl + N2 ^}}} (при избытке NaClO)

## Получение
Основной способ получения цианида натрия в промышленности — нейтрализация синильной кислоты гидроксидом натрия NaOH:
{\displaystyle {\ce {HCN + NaOH -> NaCN + H2O}}}
Цианид натрия также может быть получен реакцией натрия с дицианом, восстановлением цианата или тиоцианата натрия магнием:
{\displaystyle {\ce {2Na + (CN)2 -> 2NaCN}}}
{\displaystyle {\ce {NaOCN + Mg ->[t] NaCN + MgO}}}
{\displaystyle {\ce {NaSCN + Mg ->[t] NaCN + MgS}}}
Действием аммиака на соду в присутствии угля, при температуре и давлении
```
  
2
NH
3
 + Na
2
CO
3
 + C → 
2
NaCN + 
3
H
2
O
```

## Применение
- Извлечение драгоценных металлов (золота, серебра) из руд[4] методом селективного выщелачивания;
- Цианирующий агент в производстве нитрилов, изонитрилов, красителей (индиго);
- Для повышения поверхностной твердости, износостойкости и воспрепятствования усталости стальных изделий (так называемое «цианирование стали»);
- Пайка и жидкая цементация металлов, при бронзировании и оцинковке, при серебрении зеркал;
- В фотографии и литографии;
- В производстве фармацевтических препаратов;
- Для борьбы с вредителями в сельском хозяйстве[5].

## Токсичность
Цианид натрия, как и все цианиды, чрезвычайно ядовит и способен абсорбироваться через кожные покровы. Механизм действия при отравлении аналогичен цианиду калия, сила воздействия также сравнима. При попадании в организм он ингибирует ферменты тканевого дыхания, и ткани теряют способность усваивать кислород из крови.
Симптомами при отравлении цианидом натрия являются: головная боль, першение в горле, слабость в руках и ногах, усиленное сердцебиение, удушье, головокружение, тошнота, коллапс, конвульсии, повышенное слюноотделение, онемение.
Предельно допустимая концентрация в рабочей зоне — 0,3 мг/м3 (контроль по HCN).
Одним из антидотов являются сахара́, образующие с цианогруппой нерастворимые соединения. Ввиду того, что глюкоза находится в крови постоянно, человек может перенести небольшие дозы цианида натрия. Значительно более эффективными и быстрыми средствами являются амилнитрит, тиосульфат натрия и нитрит натрия, которые либо переводят цианиды в более безопасные тиоцианаты, либо образуют метгемоглобин в крови, с которым цианид склонен связываться более прочно, образуя цианметгемоглобин, который выводится организмом.
Относится ко 2-му классу опасности.